# KABUKI TUNE
『KABUKI TUNE』（カブキ・チューン）は、2018年4月6日から2025年3月28日までNHK-FM放送の音楽番組である。リニューアル前のタイトルは1985年4月5日から2018年3月まで放送された『邦楽ジョッキー』（ほうがくジョッキー）であった。

## 概要
毎週金曜日11:00 - 11:25に放送。
1976年度（昭和51年度）にラジオ第一放送で放送を開始、1985年度（昭和60年度）にNHK-FMに移設された。同番組は、毎回若手歌舞伎俳優が歴代のパーソナリティーを務めている。
2018年4月6日より、番組名を「邦楽ジョッキー」から「KABUKI TUNE」（カブキ・チューン）として、リニューアルされた。
2022年度のみ、再放送がラジオ第一での日曜日14:05 - 14:55に移動。再放送扱いながら、前身の邦楽ジョッキー時代の1984年度以来38年度ぶりにラジオ第一でも放送された。
2023年度から、FMで毎週金曜11:00ｰ11:25の25分枠の生放送に短縮され、再放送が廃止された。但しNHK千葉放送局とNHKさいたま放送局、NHK横浜放送局に限り、当該時間帯は地域情報番組（千葉県は「花ラジちば」（木・金曜11:00ｰ12:00）、埼玉県は「ひるどき!さいたま〜ず」（水〜金曜11:00ｰ12:00）、神奈川県は「はま★キラッ!!」（金曜11:00-12:00）を毎週（祝日は除く）、宇都宮局も毎月最終金曜日（原則）に「金曜カフェ・とちのき堂」（11:00-11:50）をそれぞれローカル別で放送するため、同年度以降は原則放送されない。金曜日が祝日の時はローカル番組が休止され放送される。差し替え対象地域の県も周辺都県局の直接受信並びにIPサイマルラジオ（らじるらじる・radiko）での補完聴取は可能である。
2025年3月をもって放送終了することが同月14日に番組内で発表され同年28日をもって終了した。これにより1985年4月「邦楽ジョッキー」から40年に渡り歌舞伎役者がMCを務めていた番組は幕を降ろした。なお、最終回当日は放送時間帯に『第97回選抜高等学校野球大会』の中継があったため、17:30ｰ17:55に繰り下げての放送となった。
邦楽を扱う後続ラジオ番組として2025年4月より「ライブジャポニズム!福之音（フクノート）」が始まっている。

## 放送内容
主な内容は本格的な古典演奏から和楽器を使ったロックやポップス等の音楽の紹介と、月初めがDJ1人によるエピソードトーク。月2回程度（中旬から下旬にかけての前後編2回セット）、様々な分野からのゲストを招き、トークを繰り広げていく。
2022年12月13日には、セルリアンタワー能楽堂にて、番組初の公開収録が行われた。

## 歴代パーソナリティー
- 五代目坂東玉三郎
- 二代目澤村藤十郎
- 林与一
- 五代目中村児太郎
- 七代目市川染五郎
- 二代目市川笑也
- 二代目尾上辰之助
- 二代目市川亀治郎
- 三代目市川笑三郎
- 二代目尾上松也
- 中村壱太郎（2011 - 2014年度）
- 初代中村隼人[1]（2015 - 2017年度）
- 二代目尾上右近[1]（2018年度 - 2021年度）
- 中村莟玉（2022年度 - ）

## テーマ曲
- 2018年度
  - HIFANA「Wamono」

## 関連文献
- 坂東玉三郎『玉三郎の邦楽ジョッキー』日本放送出版協会、1977年12月20日。{{cite book ja}}:  CS1メンテナンス: 数字を含む名前/author (カテゴリ)